# 간옹
간옹(簡雍, ? ~ ?)은 중국 후한 말 유비 휘하의 정치인이다. 자는 헌화(憲和)이며 유주 탁군 사람이다. 본래 성씨는 경(耿)이지만 유주 사람들은 간(簡)으로 발음해서 이렇게 변했다는 말이 있다. 유비와 동향으로 의용군 시절부터 따라다니며 주로 사자(使者) 업무를 맡았다.

## 생애
어려서부터 유비와 친했고 여기저기 따라다니며 주선 업무를 보았다. 유비가 형주에 들어가자 미축, 손건과 함께 종사중랑(從事中郞)에 임명됐고 여전히 사자 임무를 충실히 수행했다. 211년(건안 16년) 유비가 유장의 요청에 응해 익주로 갈 때 따라갔으며 유장은 간옹을 매우 아꼈다. 이후 유장과 유비는 사이가 벌어져 전쟁을 벌였고 마침내 214년 유비가 성도(成都)를 포위하면서 간옹을 항복 권고 사신으로 파견하였다. 유장은 간옹의 설득에 같은 수레를 타고 나와 항복하였다. 익주가 평정되자 소덕장군(昭德將軍)에 올랐고, 미축에 버금가는 대우를 손건과 같이 받았다.

## 성품과 평가
뜻이 크고 오만하며 유유자적하면서도 자유분방한 성격이어서 유비와 동석해도 다리를 아무렇게나 뻗고 비스듬히 앉는 등 거동이 엄숙하지 않고 마음 가는 대로 행동하였다. 제갈량 이하를 대할 때는 아예 평상 하나를 차지해 베개를 베고 옆으로 누워 말할 정도로 굴하는 바가 없었다. 동시에 익살과 재치가 있었다. 한번은 가뭄이 들어 금주령이 선포되고 술 빚는 자를 처벌하였다. 관리들이 민가를 수색해 술 빚는 도구를 가지고 있는 것만으로도 같은 죄로 취급하려 하였다. 간옹이 걸어가던 남녀를 보고는 유비에게 ‘저들이 간음하려 하는데 왜 체포하지 않는지’ 물었다. 유비가 그것을 어떻게 아냐고 되묻자 ‘저들에게 그 도구가 있으니 응응하려는 자와 같다’고 대답했다. 유비가 크게 웃고는 도구를 가지고 있던 이들을 석방하였다. 《삼국지》의 저자 진수는 미축, 손건, 간옹, 이적은 조화롭고 기품이 있어 그 시대에 대우받았다고 평가하였다.

## 삼국지연의
사서가 아닌 소설 《삼국지연의》에서는 유비와 여포가 서주에서 싸울 때부터 등장하며 유비와 함께 각지를 전전한다. 유비가 의형제들과 재회하고자 원소로부터 빠져나올 때 유표 설득을 핑계로 대라고 헌책한다. 자신은 그 감시역을 구실로 같이 나온다. 장판 전투에서는 쫓기다 부상을 당해 숨어있다가 유비의 두 부인을 찾고 있던 조운에게 구조된다. 유장에게 항복을 권할 때 처음에는 오만한 태도를 취했다가 유장의 신하 진복에게 꾸지람을 받고 사과하는 장면이 추가되었다.

## 같이 보기
- 삼국지 인물 목록

## 참고 문헌
- 《삼국지》38권 촉서 제8 간옹